# Hoppglanssteklar
Hoppglanssteklar (Eupelmidae) är en familj av steklar som beskrevs av Walker 1833. Enligt Catalogue of Life ingår hoppglanssteklar i överfamiljen glanssteklar, ordningen steklar, klassen egentliga insekter, fylumet leddjur och riket djur, men enligt Dyntaxa är tillhörigheten istället ordningen steklar, klassen egentliga insekter, fylumet leddjur och riket djur. Enligt Catalogue of Life omfattar familjen Eupelmidae 733 arter. 

## Bildgalleri

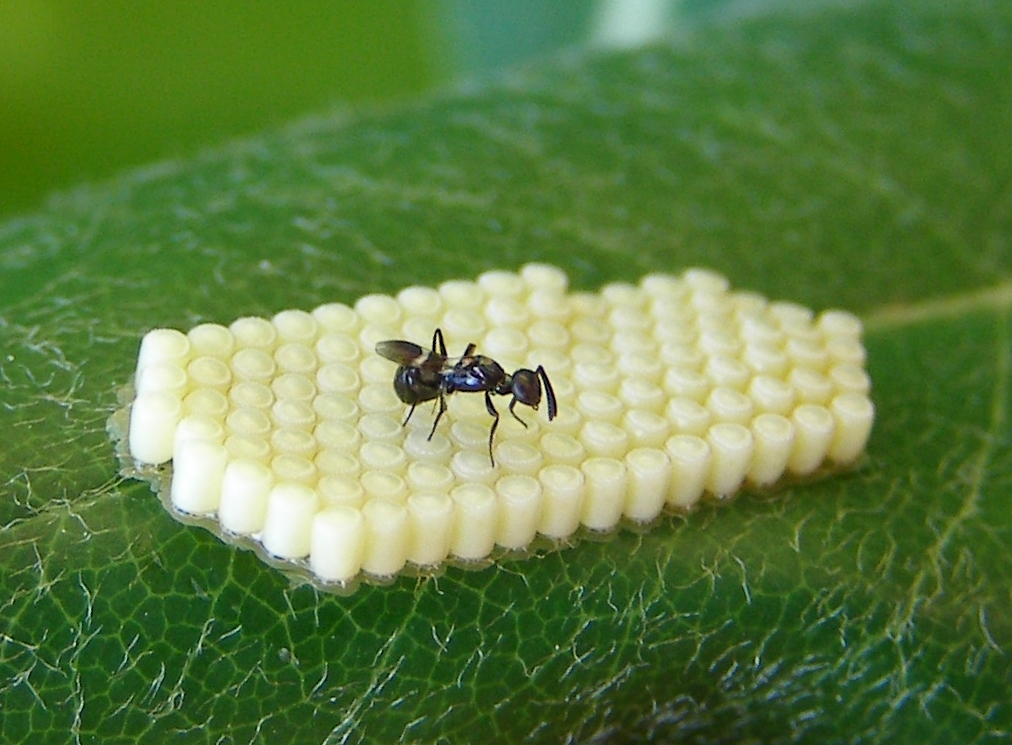
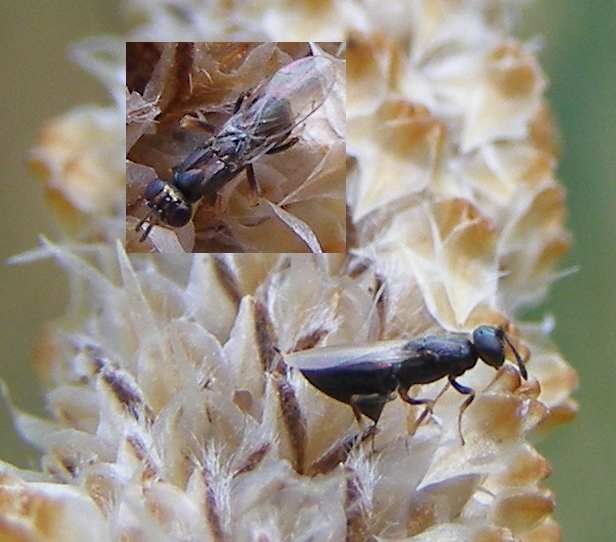
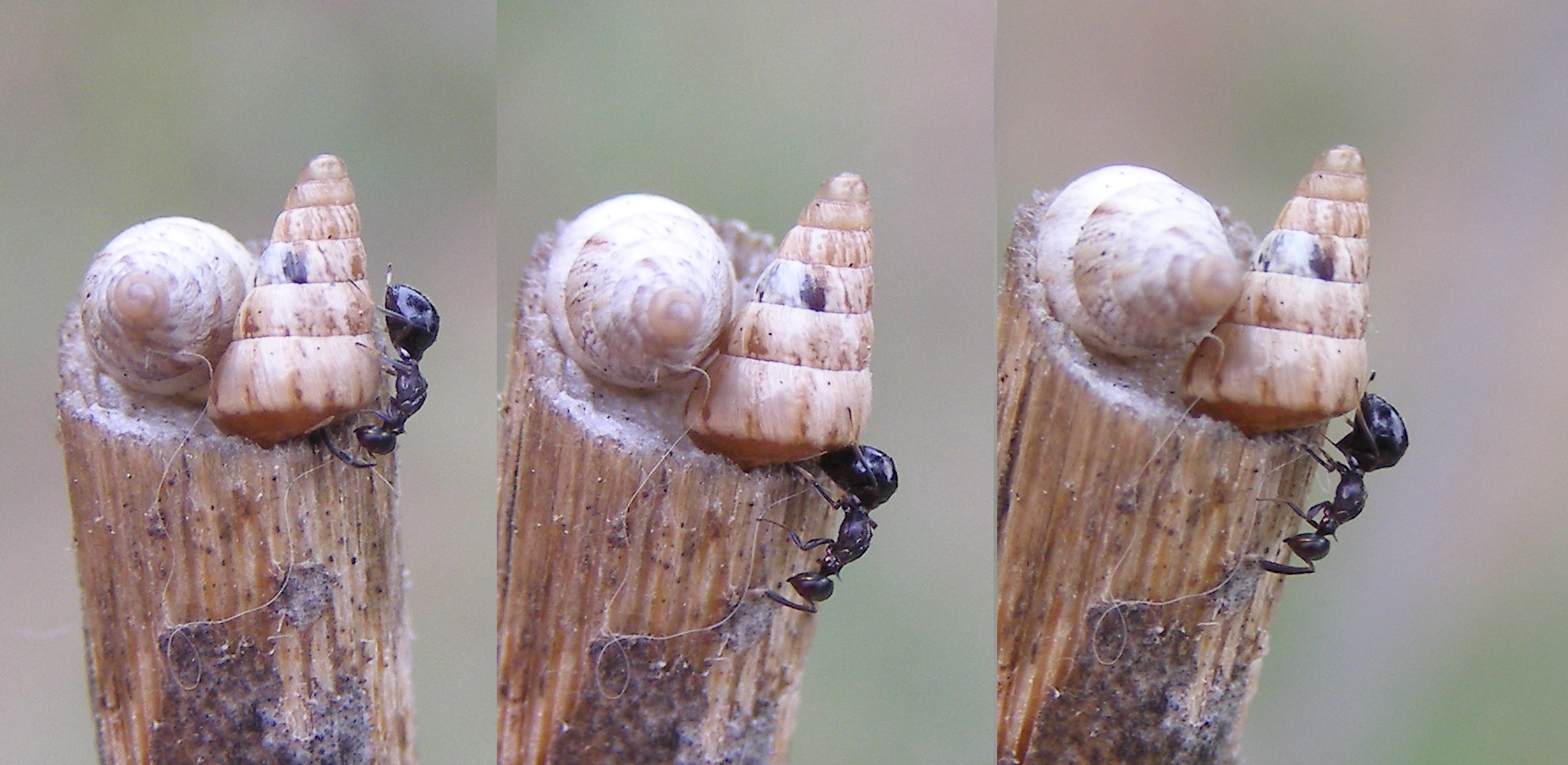

## Dottertaxa till hoppglanssteklar, i alfabetisk ordning[1][2]
- Anastatus
- Arachnophaga
- Archaeopelma
- Argaleostatus
- Australoodera
- Balcha
- Brasema
- Calosota
- Calymmochilus
- Cervicosus
- Coryptilus
- Ecnomocephala
- Enigmapelma
- Eopelma
- Eueupelmus
- Eupelmus
- Eusandalum
- Eutreptopelma
- Lambdobregma
- Lecaniobius
- Licrooides
- Lutnes
- Macreupelmus
- Merostenus
- Mesocomys
- Metapelma
- Neanastatus
- Omeganastatus
- Ooderella
- Oozetetes
- Paraeusandalum
- Paranastatus
- Pentacladia
- Phenaceupelmus
- Phlebopenes
- Psomizopelma
- Reikosiella
- Rhinoeupelmus
- Tanythorax
- Taphronotus
- Tineobius
- Uropelma
- Xenanastatus
- Zaischnopsis